# Villa Lehmann (Halle)

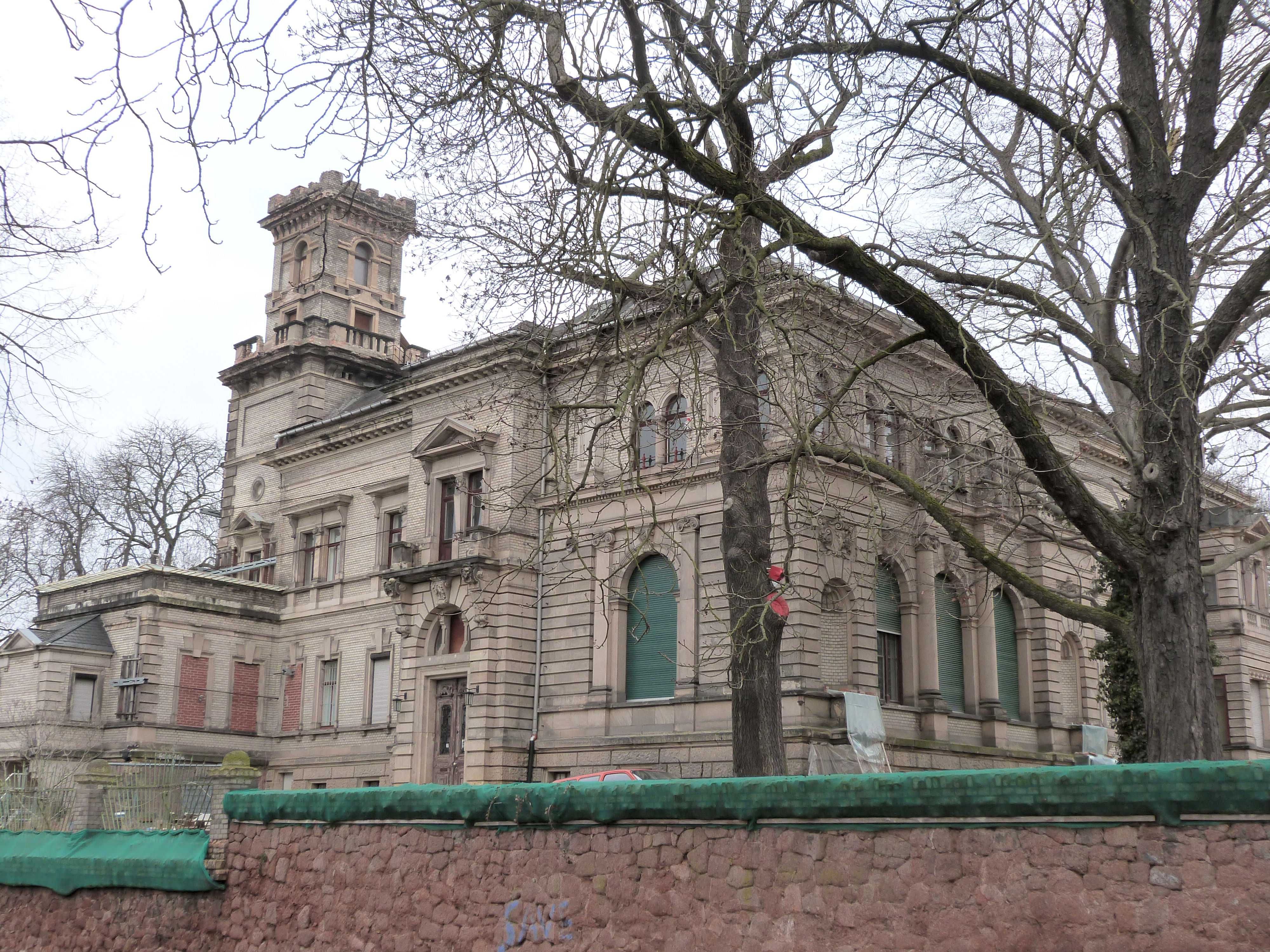
Ansicht von Südosten, 2017

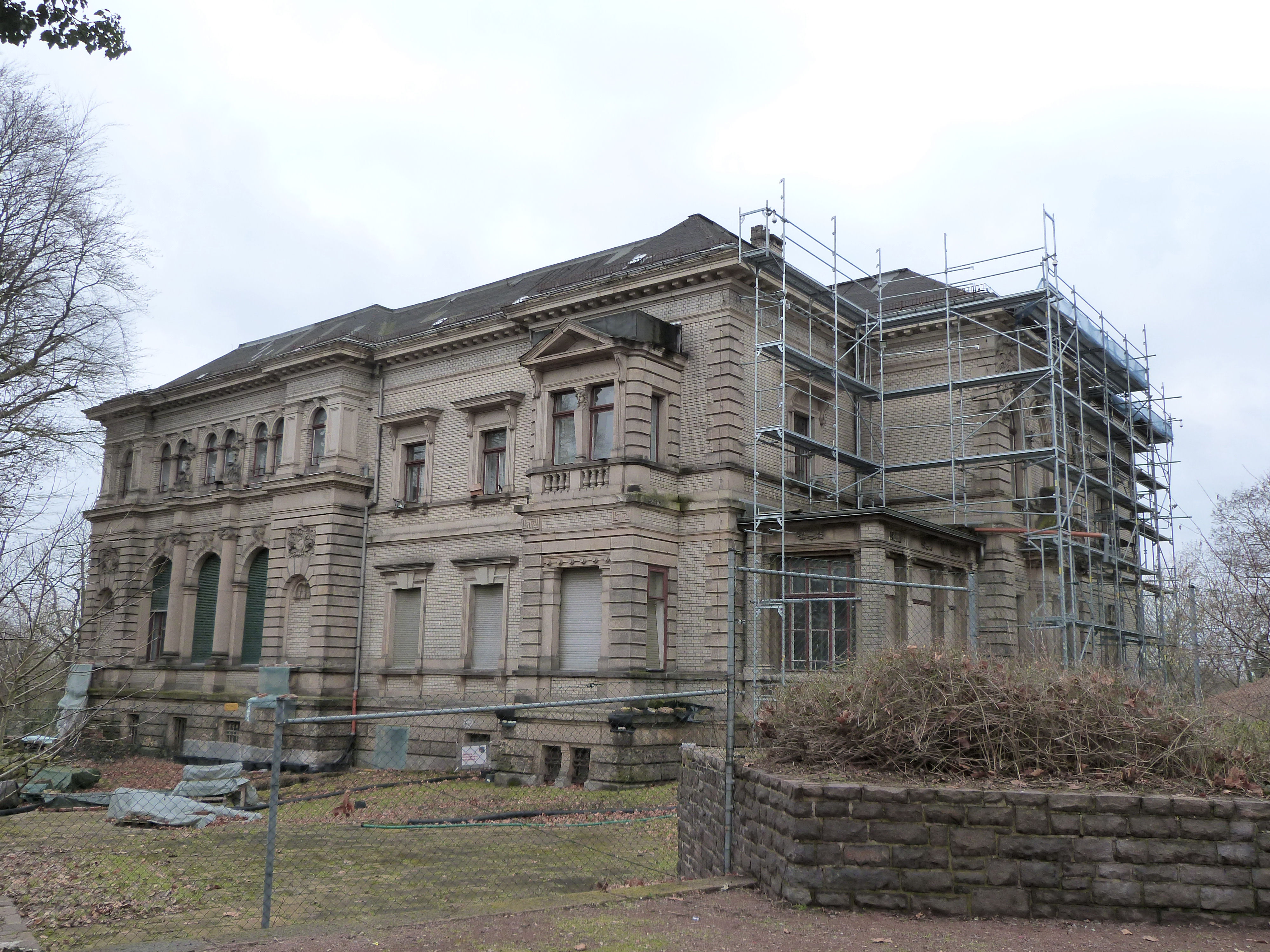
Ansicht von Nordosten, 2017

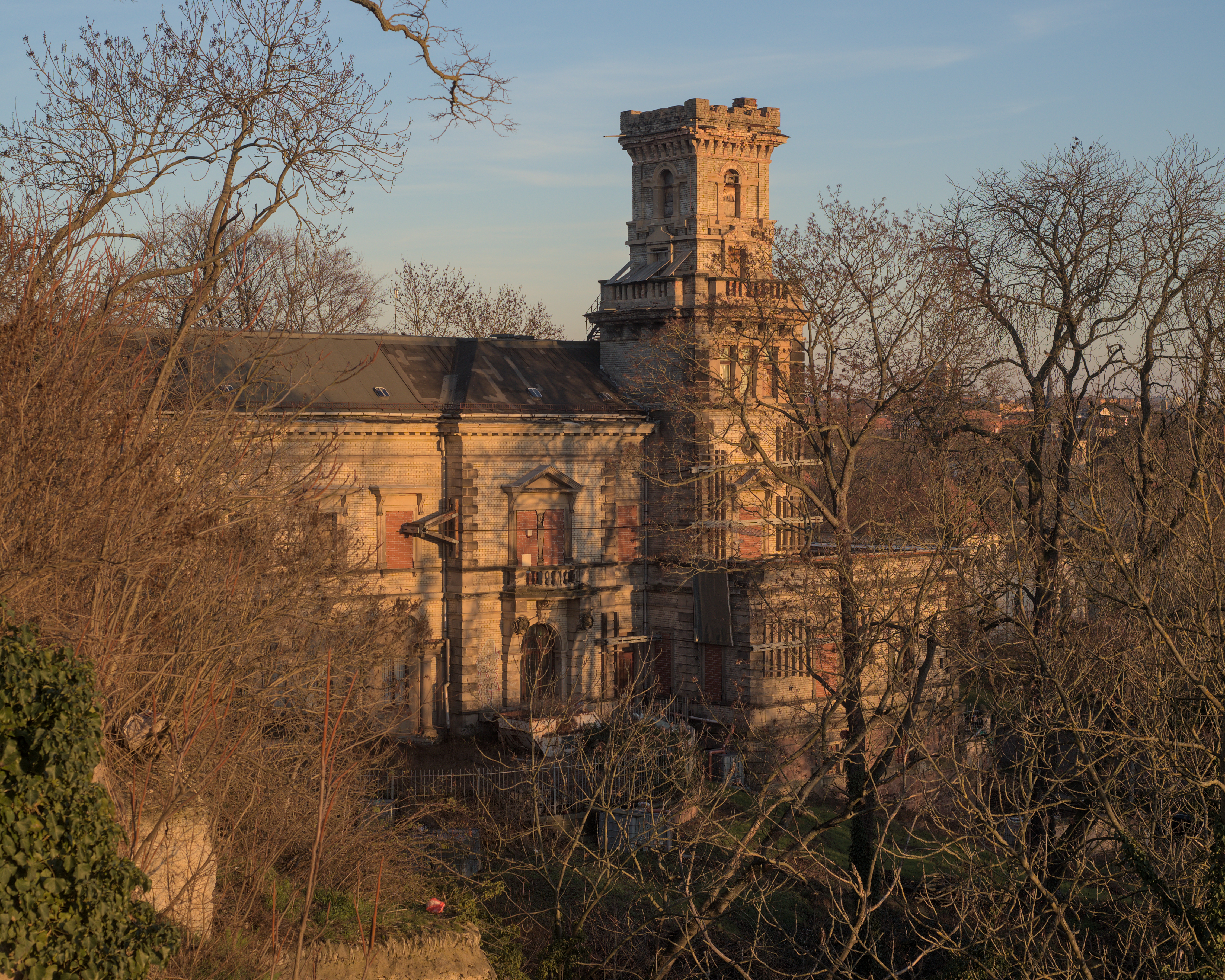
Ansicht von Nordwesten, 2023

Die Villa Lehmann, auch Lehmannsche Villa, gilt als aufwändigste Villa des Historismus in Halle (Saale) und wurde 1890–1892 im Stil der Neorenaissance nach Planung der Architekten Reinhold Knoch und Friedrich Kallmeyer für den Bankier Heinrich Franz Lehmann (II.) erbaut. Im Denkmalverzeichnis der Stadt Halle ist die Villa unter der Erfassungsnummer 094 96744 verzeichnet.

## Lage
Die Villa auf dem Grundstück Burgstraße 46, die wie eine Burg über der Saale thront, steht auf einem Porphyrfelsen zwischen Saale und Burgstraße, dem so genannten „Lehmannsfelsen“, unweit der Einmündung des Mühlgrabens in die Saale. Zur Zeit der Erbauung gehörte das Gebiet zu der noch eigenständigen Gemeinde Giebichenstein nördlich der Stadt Halle.

## Baugeschichte
Das Gelände kaufte 1818 der Dichter und Schriftsteller August Gottlob Eberhard, der sich hier ein eingeschossiges klassizistisches Landhaus erbauen ließ, das heutige Haus Burgstraße 47. 1835 zog Eberhard nach Hamburg und verkaufte das Grundstück an die Bankiersfamilie Lehmann.
Heinrich Franz Lehmann, der Begründer des Bankhauses Lehmann, kam 1780 als Mitarbeiter des Handelshauses Heusinger nach Halle und erwarb innerhalb weniger Jahre ein beträchtliches Vermögen. 1834 übernahm sein Sohn Ludwig das Bankhaus. Ludwig Lehmann, der 1867 den repräsentativen Neubau des Bankhauses Lehmann (Große Steinstraße 19) errichten ließ, bewohnte zunächst das von ihm umgebaute und erweiterte klassizistische Landhaus. Zwischen 1843 und 1855 erwarb er weitere angrenzende Grundstücke mit insgesamt über 12 Hektar, so dass ihm das gesamte Gebiet zwischen Burgstraße, Felsenstraße, Rainstraße und Saaleufer gehörte. Hier ließ er einen Landschaftspark mit Statuen, Springbrunnen, Aussichtsturm und Wildgehege errichten.
Da dies bald nicht mehr den Ansprüchen der Familie genügte, ließ sein 1847 geborener Sohn Heinrich Franz Lehmann (II.), der das Bankhaus zu einer letzten großen Blüte brachte und sich daneben mit zahlreichen Stiftungen in Halle verdient machte, durch das hallesche Architekturbüro Knoch und Kallmeyer einen aufwändigen Neubau projektieren.
Am 9. Oktober 1890 wurde der Bauantrag gestellt, der kurz darauf genehmigt wurde. Innerhalb eines Jahres wurde der Bau fertiggestellt. Im Juni 1892 vollendete man die Einfriedung. Während der revolutionären Unruhen im Jahr 1919 sprengten unbekannte Täter mittels einer Bombe Teile der Saaleterrasse an der Westseite des Hauses weg. Trotz kleinerer Umbauten im Verlaufe der Jahre im Innern der Villa, blieb das äußere Erscheinungsbild bis heute fast unverändert erhalten.

## Architektur und Ausstattung
Der zweieinhalbgeschossige, schlossähnliche Bau – ein nach allen Seiten freistehendes Gebäude aus Ziegel- und Werkstein-Mauerwerk – wurde im Stil der italienischen Hochrenaissance mit Barock- und Rokoko-Elementen ausgeführt.
Die auf Symmetrie angelegte Formensprache der italienischen Renaissance konnte hier nicht umgesetzt werden, da der durch Vor- und Rücksprünge unregelmäßige Grundriss dies nicht zulässt. Unausgewogene Achsenbildungen am Außenbau sind die Folge. Die Villa, bestehend aus zwei Kellergeschossen, Erd- und Obergeschoss, hat damit zwar die Dimensionen einer Burg bzw. eines Schlosses, aber die Proportionen eines Landhauses.
Die südwestliche Ecke wird von einem hoch aufragenden Turm als landschaftsprägendem Belvedere eingenommen, das den Burgcharakter der Villa noch verstärkt.
Dennoch ist die äußere wie auch die innere Ausgestaltung eindrucksvoll. Über das Hauptportal gelangt man über ein langgestrecktes Vestibül in die zentrale Treppenhalle mit einem ovalen Deckendurchbruch ins Obergeschoss. Um die Halle, deren Ausmaß an barocke Schlösser erinnert, gruppieren sich Salon, Damen-, Herren- und Gesellschaftszimmer sowie die Bibliothek. Im Obergeschoss befinden sich die Schlaf- und Wohnräume sowie Bediensteten- und Fremdenzimmer. Die opulente innere Ausstattung nahm sich – im Gegensatz zum Außenbau – den Barock und das Rokoko zum Vorbild. Besondere Prachtentfaltung konzentrierte sich auf die Paradetreppe und den Festsaal. Hier verbreiteten korinthische Säulen, roter Marmor, Stuckornamentik auf Pilastern, Deckenvoute und Decke in Rokokoformen herrschaftlichen Glanz.
Beheizt wurde die Villa – mit Ausnahme des oberen Kellergeschosses, wo die Hausmeisterwohnung, Dienerzimmer, Waschküche und Vorratsräume untergebracht waren – durch Metallöfen, die an eine Zentralheizung angeschlossen waren, deren Kesselanlagen sich im unteren Kellergeschoss befanden. Die Toiletten hatten Wasserspülung und Abflüsse in eine Sammelkläranlage unterhalb des Felsens. Ein Aufzug wurde im Jahr 1910 eingebaut.
Für den zur Villa gehörenden weitläufigen Garten – nur die Uferpromenade musste Lehmann nach einem Rechtsstreit an die Stadt abgeben – waren ein Obergärtner, mehrere Gärtner, Gartenhilfen und Gartenfrauen verantwortlich.

## Weitere Entwicklung
Im Jahr 1925, nach dem Tod von Heinrich Franz Lehmann (II.), übernahm dessen Sohn Hans Alexander die Bankgeschäfte und das Anwesen. Nach dem Bankrott des Bankhauses während der Weltwirtschaftskrise verkaufte dieser 1931 die Villa mit dem gesamten Grundstück an die Stadt Halle. Bis 1935 wohnte im Obergeschoss die zweite Ehefrau und Witwe Heinrich Franz Lehmanns, Elisabeth Lehmann. Nach ihrem Auszug ging die Villa zur unentgeltlichen Nutzung als Verwaltungsgebäude an die hallesche Hitlerjugend  über.
1945 wurde Lehmanns Garten für die Hallenser zugänglich gemacht. Von 1947 bis zu ihrer Auflösung im Jahre 1955 hatte die Staatliche Hochschule für Theater und Musik Halle hier ihren Sitz. Danach wurde die Villa von verschiedenen universitären Einrichtungen genutzt, unter anderen hatte hier das Institut für Musikpädagogik sein Domizil.
Seit 2002 ist die Villa ungenutzt. Im Jahr 2006 kaufte ein Geschäftsmann aus Frankfurt am Main die Villa vom Land Sachsen-Anhalt. Unklar ist jedoch weiterhin die zukünftige Nutzung. Seit dem Eigentümerwechsel 2006 sind keine relevanten denkmalpflegerischen Erhaltungs- oder Sanierungsmaßnahmen erfolgt, so dass die Stadt Halle als untere Bauordnungs- und Denkmalschutzbehörde sich zum Eingreifen genötigt sah und Auflagen an den Eigentümer zum Erhalt des Objektes erlassen hat.
Im Januar 2017 wurde die Villa Lehmann in die „Rote Liste“ bedrohter Baudenkmale der Stadt Halle eingetragen. Kein Objekt war solange bisher in dieser Liste gelistet wie die Villa Lehmann, da keine Verbesserung eintrat, dass eine Austragung vorgenommen werden konnte.

## Sonstiges
Im Volksmund war das repräsentative Anwesen auch unter dem Spottnamen „Hungerburg“ bekannt. Die Bezeichnung bezog sich auf den stadtbekannten Geiz der Ehefrau Lehmanns, die ihre Angestellten sehr knapp hielt.
Als Kaiser Wilhelm II. im Jahr 1903 die Stadt Halle besuchte, übernachtete Prinz Friedrich Leopold von Preußen in der Villa Lehmann.